# ロサンゼルス・ギャラクシー
ロサンゼルス・ギャラクシー（英: LA Galaxy）は、アメリカ合衆国のプロサッカークラブ。ホームタウンはカリフォルニア州ロサンゼルスカーソン。メジャーリーグサッカー所属。同じロサンゼルスをホームタウンとするロサンゼルスFCとの対戦はエル・トラフィコ (El Tráfico) と呼ばれる。

## 概要
1996年のメジャーリーグサッカー創設時から、籍を置くクラブのうちの一つ。チーム名の「ギャラクシー（銀河）」は、ロサンゼルスが多くのハリウッドの“スター”が集まる街であることに由来する。マスコットはコズモ（Cozmo）。
1996年から2002年まではアメリカンフットボールのスタジアムであった、ローズボウルをホームスタジアムとしていたが、2003年から、サッカー専用スタジアムを併設するスポーツコンプレックス、ホーム・デポ・センターに移転した。
2005年に同じホーム・デポ・センターをホームスタジアムとするクラブ・デポルティボ・チーヴァス・USAが誕生した。MLSではそれまでもローカルダービー的なものは存在したものの、同じスタジアムをホームにするクラブが誕生したのは、これが初めてであった。また、同じ2005年6月には、日本のJリーグクラブである横浜F・マリノスとプレシーズンマッチを行い、0-2で敗れている。
2007年1月12日、レアル・マドリードなどでプレーしたデビッド・ベッカムの加入が決定、7月よりチームに合流した。契約期間は5年と言われている。
5月14日にはイングランドのミドルスブラFCを退団した元ポルトガル代表DFアベル・シャヴィエルを自由移籍で獲得した。11月8日、元オランダ代表のルート・フリットが監督に就任した。
2008年、第1回パンパシフィックチャンピオンシップに出場。なお事前に行われた会見の場で、監督や主力選手は「初めてのハワイを満喫したい」「ハワイは本当に良いスポットだ」と観光に来たようなコメントをしていた。しかし、初戦でガンバ大阪に0-1で敗れ、3位決定戦に回り、シドニーFCに2-1で辛くも勝利し3位となった。
なおホーム戦においてはハーフタイムに観客前でギャラクシー選手を一人呼んでインタビューすると言う異色のイベントがある。

## 歴史

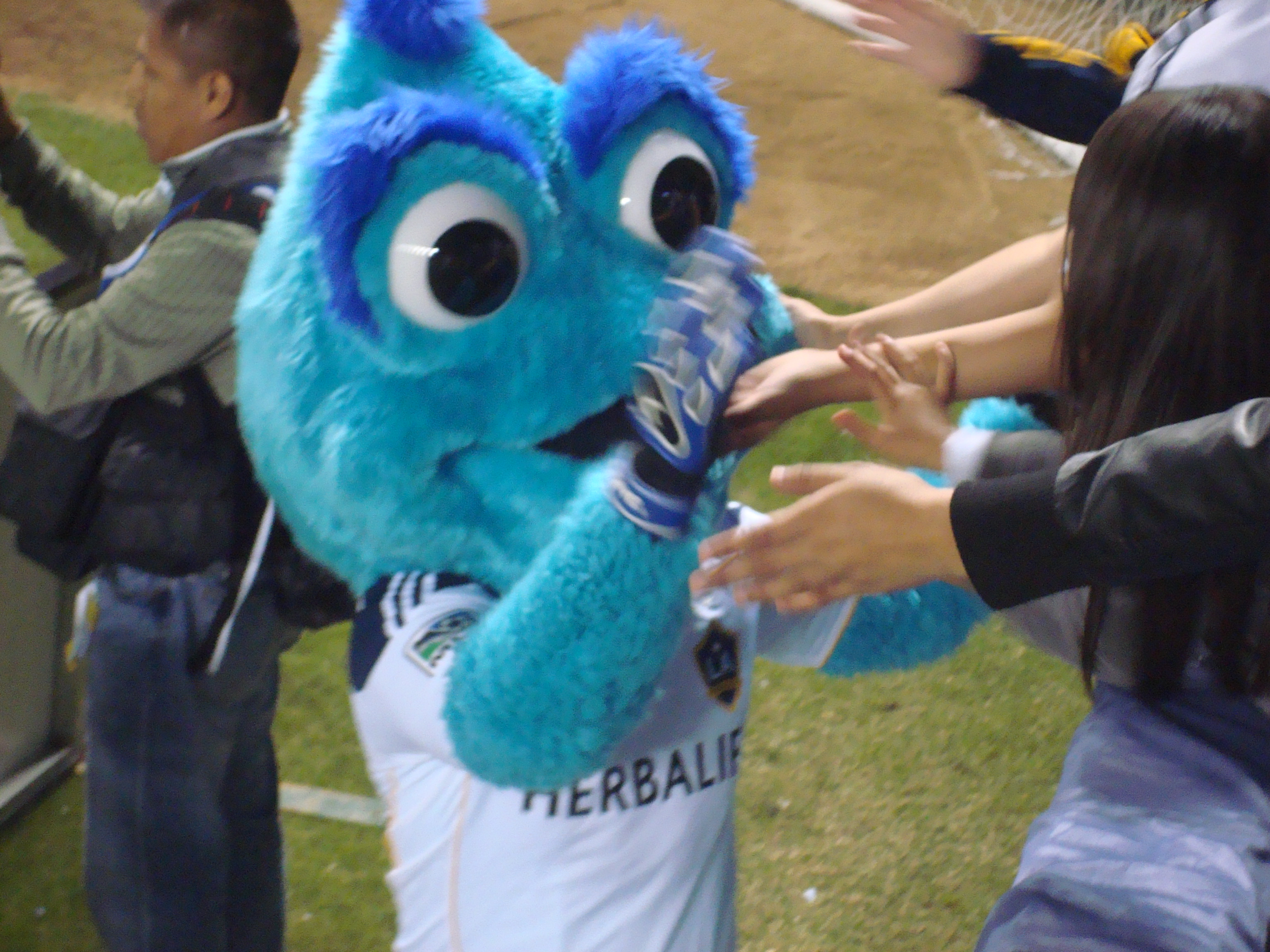
マスコットのCozmo

1995年に「ロサンゼルス・ギャラクシー」としてカリフォルニア州のロサンゼルスに創設し、翌年から行われるメジャーリーグサッカーに加盟した。
1996年は監督にドイツ系アメリカ人でアメリカ代表監督を務めたローター・オジアンダーを迎え、メキシコ代表のホルヘ・カンポス、プレミアリーグやブンデスリーガでのプレー経験があるコビ・ジョーンズらを獲得。西地区でレギュラーシーズン優勝し、プレーオフに進出。準決勝のサンノゼ・クラッシュ、決勝のカンザスシティ・ウィズをいずれも破り、MLSカップに進出。D.C. ユナイテッドと対戦したが延長戦の末、2-3で敗れた。
1997年はニューイングランド・レボリューションからFWウェルトンを獲得。開幕後8試合終了地点で1勝7敗と低迷し、オジアンダー監督は解雇され、エクアドル人コーチオクタビオ・ザンブラーノ氏が就任。その後順位は上昇し、西地区2位で終わる。8月のCONCACAFチャンピオンズリーグでは決勝まで勝ち進み、プリメーラ・ディビシオンのクルス・アスルを5-3で破り優勝した。MLSのプレーオフでは準決勝のダラス・バーン戦で敗退した。
1998年はUANLティグレスからルイス・エルナンデスを獲得。2年ぶりのレギュラーシーズン西地区優勝を果たし、勝ち点68で初のサポーターズ・シールドも受賞した。プレーオフ準決勝ではダラス・バーンと対戦し勝利したが、決勝のシカゴ・ファイアー戦で敗退した。
1999年はAリーグのボストン・ブルドッグスからサイモン・エリオットを獲得。5試合目でサンブラーノ監督を解任し、カリフォルニア大学ロサンゼルス校監督でアメリカU-20監督のシギ・シュミッド氏が就任。2年連続のレギュラーシーズン地区優勝を果たした。プレーオフでは準決勝のコロラド・ラピッズ、決勝のダラス・バーンをいずれも破り、1996年以来のMLSカップに進出。96年と同じD.C.ユナイテッドと対戦したが0-2で再び敗れた。CONCACAFチャンピオンズリーグに出場したが予選でクルブ・ネカクサにPKで負け敗退。
2000年はセビージャFCのデンマーク人FWミクローシュ・モルナールを獲得。西地区2位に終わる。プレーオフでは決勝のカンザスシティ・ウィザーズに敗れた。CONCACAFチャンピオンズリーグでは決勝のホンジュラス・リーグのCDオリンピアに勝利し優勝した。
2001年はカンザスシティからアレクシー・ララスを獲得。レギュラーシーズン地区優勝を果たした。プレーオフではMLSカップに出場したがサンノゼ・アースクエイクスに1-1で迎えたサドンデスで敗れた。
2002年はギリシャ・スーパーリーグ・PASヤニナFC所属のカルロス・ルイスを獲得。2年連続のレギュラーシーズン地区優勝を果たし、サポーターズ・シールドも受賞。プレーオフのMLSカップでニューイングランド・レボリューションを延長戦の末1-0で破り、チーム史上初となるリーグ制覇を果たした。シーズンMVPにカルロス・ルイスが選ばれた。
2003年は浦項スティーラースから洪明甫を獲得。しかしクラブは西地区4位に転落。プレーオフも準決勝でサンノゼ・アースクエイクスに敗れた。CONCACAFチャンピオンズリーグでは準々決勝でクルブ・ネカクサに2敗し敗退。
2004年はSKラピード・ウィーンからアンドレアス・ヘルツォークを獲得。8月18日にシュミッド監督を解任し、コスタリカ代表監督のスティーブ・サンプソン氏が監督に就任。西地区2位でレギュラーシーズンを終える。プレーオフの決勝で、カンザスシティに0-2で敗れた。シーズン終了後、ヘルツォークが引退を表明。
2005年はバイエル・レバークーゼンからランドン・ドノバン、アーセナルFCからパウロ・ナガムラを獲得。レギュラーシーズンは西地区4位に再び下降。しかしプレーオフでは勝ち進み、MLSカップではニューイングランドを1-0で破り、3年ぶり2度目となるリーグ制覇を果たした。
2006年は低迷し、6月6日にサンプソン監督を解任させ、カナダ代表監督のフランク・ヤロップが就任。しかし西地区5位に沈み、クラブ創設以来初めてプレーオフ進出を逃した。CONCACAFチャンピオンズリーグでは初戦でデポルティーボ・サプリサに延長戦の末敗れた。
2007年は特別指定選手制度でレアル・マドリードのデビッド・ベッカムを獲得、ミドルズブラFCからアベル・シャビエル、CDエスパーニャからホンジュラス代表で代表歴代最多得点を持つカルロス・パボンを獲得。しかしチームは5位と低迷し、2年連続でプレーオフ進出を逃した。ヤロップ監督がサンノゼに移籍したため、11月8日にルート・フリットが年俸200万ドルの3年契約で監督に就任。
2008年6月18日、フリット監督を批判しアベル・シャビエルが退団。8月にはフリット監督が辞任。代行として2007年に引退したコビ・ジョーンズコーチが就任し、8月18日にブルース・アリーナが監督に就任した。ランドン・ドノバンが得点王となる20得点を挙げるも、レギュラーシーズンを6位で終わり、3年連続でプレーオフ進出を逃した。
2009年はジャマイカン・ナショナルプレミアリーグ・ヴィレッジ・ユナイテッドFCからドノヴァン・リケッツを獲得。レギュラーシーズンで地区優勝を果たし、地位を取り戻したが、プレーオフのMLSカップでレアル・ソルトレイクに1-1で迎えた延長戦のPKで敗れた。
2010年は2年連続でレギュラーシーズン地区優勝を果たし、サポーターズ・シールドも受賞。プレーオフでは決勝でFCダラスに0-3で敗戦。2010-2011CONCACAFチャンピオンズリーグでは予選でプエルトリコ・アイランダーズに得失点差で負け、予選敗退となった。
2011年はトッテナム・ホットスパーFCからロビー・キーンを獲得。3年連続となるレギュラーシーズン地区優勝、さらに2年連続でサポーターズ・シールドを受賞。プレーオフではMLSカップまで勝ち進み、ヒューストンに1-0で勝利し6年ぶり3度目のリーグ制覇を果たした。2011-2012CONCACAFチャンピオンズリーグでは予選を突破したが準々決勝でトロントFCに敗北。
2012年はアル・ヒラルからクリスティアン・ヴィルヘルムソンを獲得。西地区4位に沈みプレーオフのトーナメント自動進出権を逃したが、西地区のワイルドカード争いでバンクーバー・ホワイトキャップスから2-1で勝ち取りトーナメント出場を果たす。勢いに乗ったギャラクシーはそのままMLSカップまで勝ち進み、ヒューストンを3-1で破り2年連続4度目のリーグ制覇を果たした。2012-2013CONCACAFチャンピオンズリーグでは予選を勝ち抜いたが、準決勝でCFモンテレイに敗れた。11月19日、デビッド・ベッカムが2012年シーズン限りで退団を発表。12月5日、ヴィルヘルムソンを来季の構想外として放出した。
2015年にはビジャレアルCFからジョバニ・ドス・サントスを獲得。同時にリヴァプールFCを退団したスティーヴン・ジェラードも加入した。しかしシーズンを通して低調な出来で西地区5位に終わった。
2018年、ズラタン・イブラヒモビッチがマンチェスター・ユナイテッドFCから加入した。

## タイトル

### 国内タイトル
- MLSカップ：6回
  - 2002, 2005, 2011, 2012, 2014, 2024

- サポーターズ・シールド：4回
  - 1998, 2002, 2010, 2011

- USオープンカップ：2回
  - 2001, 2005

- MLS ウェスタン・カンファレンス
  - 9回 (プレーオフ) 1996, 1999, 2001, 2002, 2005, 2009, 2011, 2012, 2014
  - 8回 (レギュラーシーズン) 1996, 1998, 1999, 2001, 2002, 2009, 2010, 2011

### 国際タイトル
- CONCACAFチャンピオンズカップ：1回
  - 2000

## 過去の成績
| 年   | リーグ戦 | リーグ戦 | リーグ戦 | リーグ戦 | リーグ戦 | リーグ戦 | リーグ戦 | ポジション | ポジション | プレーオフ           | USオープンカップ |
| 年   | 試       | 勝       | 分       | 敗       | 得       | 失       | 点       | レギュラー | 全体       | プレーオフ           | USオープンカップ |
| ---- | -------- | -------- | -------- | -------- | -------- | -------- | -------- | ---------- | ---------- | -------------------- | ---------------- |
| 1996 | 32       | 19       | 13       | 0        | 59       | 49       | 49       | 西1位      | 2位        | 準優勝               |                  |
| 1997 | 32       | 16       | 16       | 0        | 55       | 44       | 44       | 西2位      | 4位        | C-準決勝敗退         |                  |
| 1998 | 32       | 24       | 8        | 0        | 85       | 44       | 68       | 西1位      | 1位        | C-準優勝             |                  |
| 1999 | 32       | 20       | 12       | 0        | 49       | 29       | 54       | 西1位      | 2位        | 準優勝               | 準々決勝敗退     |
| 2000 | 32       | 14       | 10       | 8        | 47       | 37       | 50       | 西2位      | 5位        | 準決勝敗退           | 準決勝敗退       |
| 2001 | 26       | 14       | 7        | 5        | 52       | 36       | 47       | 西1位      | 3位        | 準優勝               | 優勝             |
| 2002 | 28       | 16       | 9        | 3        | 44       | 33       | 51       | 西1位      | 1位        | 優勝                 | 準優勝           |
| 2003 | 30       | 9        | 12       | 9        | 35       | 35       | 36       | 西4位      | 8位        | C-準決勝敗退         | 準決勝敗退       |
| 2004 | 30       | 11       | 9        | 10       | 42       | 40       | 43       | 西2位      | 2位        | C-準優勝             | 4回戦敗退        |
| 2005 | 32       | 13       | 13       | 6        | 44       | 45       | 45       | 西4位      | 9位        | 優勝                 | 優勝             |
| 2006 | 32       | 13       | 13       | 6        | 44       | 45       | 45       | 西5位      | 9位        | -                    | 準優勝           |
| 2007 | 32       | 11       | 15       | 6        | 37       | 37       | 39       | 西5位      | 11位       | -                    | 3回戦敗退        |
| 2008 | 30       | 8        | 13       | 9        | 55       | 62       | 33       | 西5位      | 11位       | -                    | 予選1回戦敗退    |
| 2009 | 30       | 12       | 6        | 12       | 36       | 31       | 48       | 西1位      | 2位        | 準優勝               | 予選1回戦敗退    |
| 2010 | 30       | 18       | 7        | 5        | 44       | 26       | 59       | 西1位      | 1位        | C-準優勝             | 準々決勝敗退     |
| 2011 | 34       | 19       | 5        | 10       | 48       | 28       | 67       | 西1位      | 1位        | 優勝                 | 準々決勝敗退     |
| 2012 | 34       | 16       | 12       | 6        | 59       | 47       | 54       | 西4位      | 8位        | 優勝                 | 3回戦敗退        |
| 2013 | 34       | 15       | 11       | 8        | 53       | 38       | 53       | 西3位      | 5位        | C-準決勝敗退         | 3回戦敗退        |
| 2014 | 34       | 17       | 7        | 10       | 69       | 37       | 61       | 西2位      | 2位        | 優勝                 | 5回戦敗退        |
| 2015 | 34       | 14       | 11       | 9        | 56       | 46       | 51       | 西5位      | 9位        | ノックアウトラウンド | 準々決勝敗退     |
| 2016 | 34       | 12       | 6        | 16       | 54       | 39       | 52       | 西3位      | 6位        | C-準決勝敗退         | 準決勝敗退       |
| 2017 | 34       | 8        | 18       | 8        | 45       | 67       | 32       | 西11位     | 22位       | -                    | 準々決勝敗退     |
| 2018 | 34       | 13       | 9        | 12       | 66       | 64       | 48       | 西7位      | 13位       | -                    | ベスト16         |
| 2019 | 34       | 16       | 3        | 15       | 56       | 55       | 51       | 西5位      | 8位        | C-準決勝敗退         | 準決勝敗退       |
| 2020 | 23       | 6        | 4        | 12       | 27       | 46       | 22       | 西10位     | 20位       | -                    | 未開催           |
| 2021 | 34       | 13       | 9        | 12       | 50       | 54       | 48       | 西8位      | 15位       | -                    | 未開催           |
| 2022 | 34       | 14       | 8        | 12       | 58       | 51       | 50       | 西4位      | 8位        | 準々決勝敗退         | 準々決勝敗退     |
| 2023 | 34       | 8        | 14       | 12       | 51       | 67       | 36       | 西13位     | 26位       | -                    | 準々決勝敗退     |
| 2024 | 34       | 19       | 8        | 7        | 63       | 43       | 64       | 西2位      | 4位        | 優勝                 | 不出場           |

## 平均観客動員
| 年   | レギュラー シーズン | プレーオフ |
| ---- | ------------------- | ---------- |
| 1996 | 30,129              | 29,883     |
| 1997 | 23,626              | 26,703     |
| 1998 | 21,784              | 13,175     |
| 1999 | 17,632              | 21,039     |
| 2000 | 20,400              | 25,033     |
| 2001 | 17,387              | 28,462     |
| 2002 | 19,047              | 24,596     |
| 2003 | 21,983              | 20,201     |
| 2004 | 23,809              | 20,206     |
| 2005 | 24,204              | 17,466     |
| 2006 | 20,814              | -          |
| 2007 | 24,252              | -          |
| 2008 | 26,009              | -          |
| 2009 | 19,379              | 26,187     |
| 2010 | 21,437              | 27,000     |
| 2011 | 23,335              | 21,171     |
| 2012 | 23,136              | 24,804     |
| 2013 | 22,152              | 27,000     |
| 2014 | 21,258              | 27,000     |
| 2015 | 23,392              | -          |
| 2016 | 25,147              |            |
| 2017 | 22,243              | -          |
| 2018 | 24,444              | -          |
| 2019 | 23,205              |            |
| 2020 | 2,199               | -          |
| 2021 | 14,849              | -          |
| 2022 | 22,841              | 22,292     |
| 2023 | 24,106              |            |
| 2024 | 26,136              | 23,975     |

## 現所属メンバー
2025年5月4日現在
注：選手の国籍表記はFIFAの定めた代表資格ルールに基づく。
| No. | Pos. |                | 選手名                   |
| --- | ---- | -------------- | ------------------------ |
| 1   | GK   | セルビア       | ノバク・ミコヴィッチ     |
| 2   | DF   | 日本           | 山根視来                 |
| 3   | DF   | アルゼンチン   | フリアン・オード         |
| 4   | DF   | 日本           | 吉田麻也                 |
| 5   | DF   | デンマーク     | ザンカ                   |
| 6   | MF   | アメリカ合衆国 | エドウィン・セリージョ   |
| 7   | MF   | ウルグアイ     | ディエゴ・ファグンデス   |
| 8   | MF   | ウルグアイ     | ルーカス・サナブリア     |
| 10  | MF   | スペイン       | リキ・プッチ             |
| 11  | FW   | ブラジル       | ガブリエル・ペック       |
| 12  | GK   | アメリカ合衆国 | J・T・マルチンコウスキー |
| 14  | DF   | アメリカ合衆国 | ジョン・ネルソン         |
| 15  | DF   | エルサルバドル | エリック・サバレタ       |

| No. | Pos. |                | 選手名                   |
| --- | ---- | -------------- | ------------------------ |
| 16  | MF   | アメリカ合衆国 | アイザイア・パレンテ     |
| 17  | FW   | アメリカ合衆国 | クリスティアン・ラミレス |
| 18  | MF   | ドイツ         | マルコ・ロイス           |
| 19  | DF   | アメリカ合衆国 | マウリシオ・クエバス     |
| 21  | FW   | アメリカ合衆国 | タッカー・レプリー       |
| 22  | MF   | アメリカ合衆国 | イライジャ・ウィンダー   |
| 24  | MF   | アメリカ合衆国 | ルベン・ラモス・ジュニア |
| 25  | DF   | コロンビア     | カルロス・ガルセス       |
| 26  | DF   | アメリカ合衆国 | ハーバー・ミラー         |
| 27  | FW   | スペイン       | ミゲル・ベリー           |
| 28  | FW   | ガーナ         | ジョゼフ・ペインツィル   |
| 31  | GK   | アメリカ合衆国 | ブレイディ・スコット     |
| 77  | GK   | アメリカ合衆国 | ジョン・マッカーシー     |

※括弧内の国旗はその他保有国籍、もしくは市民権を示す。
監督
- グレッグ・ヴァ二―（英語版）

### ローン移籍
in
注：選手の国籍表記はFIFAの定めた代表資格ルールに基づく。
| No. | Pos. |          | 選手名                             |
| --- | ---- | -------- | ---------------------------------- |
| 9   | FW   | ブラジル | マテウス・ナシメント (←ボタフォゴ) |

| No. | Pos. |  | 選手名 |
| --- | ---- |  | ------ |

out
注：選手の国籍表記はFIFAの定めた代表資格ルールに基づく。
| No. | Pos. |            | 選手名                                       |
| --- | ---- | ---------- | -------------------------------------------- |
| 51  | DF   | カメルーン | アセル・エセンゲ (→フェニックス・ライジング) |

| No. | Pos. |          | 選手名                               |
| --- | ---- | -------- | ------------------------------------ |
| -   | MF   | メキシコ | ジョナサン・ぺレス (→ナッシュビルSC) |

## 歴代監督
- ローター・オジアンダー 1996-1997
- オクタビオ・ザンブラーノ 1997-1999
- ジギ・シュミット 1999-2004, 2017-2018
- スティーブ・サンプソン 2004-2006
- フランク・ヤロップ 2006-2007
- ルート・フリット 2007-2008
- ブルース・アリーナ 2008-2016
- カート・オナルフォ 2017
- ドミニク・キニア 2018
- ギジェルモ・バロスケロット 2019-2020
- グレッグ・ヴァニー2021-

## 歴代所属選手

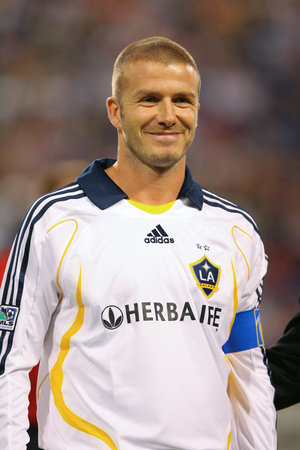
デビッド・ベッカム
(2007年-2012年)

### GK
- ホルヘ・カンポス 1996-1997
- ブライアン・パーク 2010-2015
- ドノヴァン・リケッツ 2015

### DF
- ダニエル・カリッチマン 1996-1998
- アレクシー・ララス 2001-2003
- 洪明甫 2003-2004
- アベル・シャヴィエル 2007-2008
- エドゥアルド・ドミンゲス 2008
- セレスティン・ババヤロ 2008
- オマール・ゴンサレス 2009-2015
- アシュリー・コール 2016-2018
- イェーレ・ファン・ダンメ 2016-2017
- ミカエル・シアニ 2017-2018
- ロルフ・フェルチャー 2018-
- ディエゴ・ポレンタ 2019-
- ジャンカルロ・ゴンサレス 2019-
- 吉田麻也 2023-

### MF
- コビ・ジョーンズ 1996-2007
- サイモン・エリオット 1999-2003
- ダマルカス・ビーズリー 1999
- アンドレアス・ヘルツォーク 2004
- パウロ・ナガムラ 2005-2006
- ランドン・ドノヴァン 2005-2014, 2016
- ロビー・ファインドリー 2007
- デイヴィッド・ベッカム 2007-2012
- エディ・ルイス 2008-2010
- クリストファー・バーチャル 2009-2011
- フランキー・ヘイダック 2011
- クリスティアン・ヴィルヘルムソン 2012
- パブロ・マストローニ 2013
- ステファン・イシザキ 2014-2015
- ミカ・ヴァイリネン 2015
- スティーヴン・ジェラード 2015-2016
- ナイジェル・デ・ヨング 2016
- ジャーメイン・ジョーンズ 2017
- ジョナタン・ドス・サントス 2017-
- ペリー・キッチン 2018-
- クリス・ポンティウス 2018-
- ジョー・コロナ 2019-
- アレクサンダル・カタイ 2020

### FW
- ルイス・エルナンデス 1999-2000, 2000-2001
- ブライアン・チン 2001
- ハーキュリーズ・ゴメス 2002-2006
- アラン・ゴードン 2004, 2005-2010, 2014-2016
- エドソン・バドル 2007-2010, 2012
- カルロス・パボン 2007
- アレコ・エスカンダリアン 2009-2010
- マイク・マギー 2009-2013, 2016
- フアン・パブロ・アンヘル 2011
- ロビー・キーン 2011-2016
- ジョバニ・ドス・サントス 2015-2019
- ズラタン・イブラヒモビッチ 2018-2019
- ハビエル・エルナンデス 2020-